# Olijfkruinmaansluiper
De olijfkruinmaansluiper (Melanopareia maximiliani) is een zangvogel uit de familie Melanopareiidae (maansluipers). Deze vogel is genoemd naar de Dutse natuuronderzoeker Maximilian zu Wied-Neuwied.

## Verspreiding en leefgebied
Deze soort komt voor in zuidelijk-centraal Zuid-Amerika en telt drie ondersoorten:
- M. m. maximiliani: westelijk Bolivia.
- M. m. argentina: centraal Bolivia en noordwestelijk Argentinië.
- M. m. pallida: zuidoostelijk Bolivia, westelijk Paraguay en noordelijk Argentinië.

## Status
De grootte van de populatie is niet gekwantificeerd maar de soort wordt omschreven als vrij algemeen. Op de Rode lijst van de IUCN heeft deze soort de status niet bedreigd.